# Marek Okólski
Marek Stanisław Okólski (ur. w 1944 w Częstochowie) – polski demograf i ekonomista, profesor zwyczajny w Ośrodku Badań nad Migracjami Uniwersytetu Warszawskiego, w latach 1993–2016 dyrektor Ośrodka Badań nad Migracjami Uniwersytetu Warszawskiego, do 2019 r. kierownik Katedry Międzynarodowych Stosunków Gospodarczych w Uczelni Łazarskiego w Warszawie, w latach 2010–2018 przewodniczący Komitetu Badań nad Migracjami Polskiej Akademii Nauk, od 2018 r. honorowy przewodniczący Komitetu Badań nad Migracjami Polskiej Akademii Nauk, wcześniej profesor w SWPS Uniwersytecie Humanistycznospołecznym w Warszawie.

## Życiorys
W 1966 ukończył studia na Wydziale Ekonomii Politycznej Uniwersytetu Warszawskiego, a w 1970 na Wydziale Ekonomiczno-Socjologicznym Uniwersytetu Łódzkiego uzyskał stopień naukowy doktora ekonomii. Habilitował się w 1978 na Wydziale Nauk Ekonomicznych Uniwersytetu Warszawskiego, na którym w latach 1966–2011 przeszedł wszystkie szczeble kariery naukowej – od asystenta do profesora zwyczajnego, kierując m.in. Katedrą Demografii oraz międzykatedralnym zespołem the Polish Policy Research Group. Specjalizuje się w problematyce wielkich transformacji społecznych oraz badaniach demograficznych i tematyce migracyjnej. Wykładał w wielu renomowanych placówkach akademickich w Europie, USA i Australii. Pracował w Europejskiej Komisji Gospodarczej ONZ oraz był ekspertem polskiego rządu i kilku organizacji międzynarodowych. Członek Rządowej Rady Ludnościowej. Za osiągnięcia naukowe wielokrotnie wyróżniany nagrodami Ministra Nauki (w 2012 za całokształt dorobku) i Polskiej Akademii Nauk.
Był członkiem PZPR i instruktorem ZHP. 
W 2003 odznaczony Krzyżem Oficerskim Orderu Odrodzenia Polski.

## Wybrane publikacje
- 30 wykładów o migracjach 2023 (współredaktor naukowy i współautor niektórych wykładów)[4]
- A Continent Moving West? 2010 (współautor i współredaktor naukowy)[5]
- Demografia zmiany społecznej 2004
- Demografia. Współczesne zjawiska i teorie 2012 (współautor)[6]
- Emigracja ostatnia? 2009 (współautor)[7]
- European Immigrations. Trends, Structures and Policy Implications 2012 (współautor i redaktor naukowy)
- European Population: Unity in Diversity 1999 (współautor)
- Immigration to Poland 2010 (współautor i współredaktor naukowy)
- In-Depth Studies on Migration In Central and Eastern Europe 1998 (współautor i współredaktor naukowy)
- Ludność i gospodarka świata 1978 (współautor)
- Ludzie na huśtawce. Migracje między peryferiami Polski I Zachodu 2004 (współautor i współredaktor naukowy)
- Polityka demograficzna. Zagadnienia społeczno-ekonomiczne 1974
- Reprodukcja ludności a modernizacja społeczeństwa – polski syndrom 1988
- Stablilization and Structural Adjustment In Poland 1993 (współautor i współredaktor naukowy)
- Studia nad reformowaną gospodarką 1996 (współautor i współredaktor naukowy)
- System gospodarki światowej. Problemy rozwoju 1978 (współautor)
- Świat obecny świat przyszły (współautor) tom 324 serii wydawniczej Omega (1978)
- Teoria przejścia demograficznego 1990 (współautor i redaktor naukowy)
- Wyzwania starzejącego się społeczeństwa 2018 (współautor i redaktor)